# 스포탈코리아
스포탈코리아는 대한민국의 스포츠 전문 인터넷 미디어다. 2000년 10월 설립했으며 국내외 스포츠 전반적인 소식을 다룬다.

## 연혁
- 2000년 10월 설립
- 2005년 포털사이트 네이버 (기업) 다음 네이트 파란 (포털 사이트) 콘텐츠 공급
- 2007년 야후! 코리아 콘텐츠 공급, 포포투 한국어판 제작, 맨체스터 유나이티드 FC 오피셜 매거진 인사이드 유나이티드 제작
- 2012년 F& 창간
- 2019년 5월 축구 전문 미디어에서 스포츠 전문 미디어로 확대 개편